# Пестинский, Борис Владимирович
Пестинский Борис Владимирович (4 марта 1901, Владивосток — 13 марта 1943, Ташкент) — живописец, герпетолог, педагог.

## Биография
Родился в 1901 г. в городе Владивостоке в семье военнослужащего — моряка, — Владимира Николаевича Пестинского и его жены Елены Осиповны.
Его дед Николай Петрович Пестинский был инженером-механиком на флоте. В 1902 г. Елена Осиповна переехала с Б. В. в Петербург. Впоследствии отец также приехал в Петербург, но родители Б. В. больше не соединились. Несмотря на это Б. В. очень любил отца и постоянно с ним общался.
Владимир Николаевич Пестинский пропал без вести во время первой мировой войны, а Елена Осиповна умерла в Ленинграде во время блокады.
Б. В. был высоко одарен в художественном и в музыкальном отношении. Учился и в балетном кружке.
С детства увлекался биологией. Сохранился целый ряд его детских рисунков — изображения различных реальных и нереальных животных.

## Учёба
В 1911 г. Б. В. поступил в гимназию К. И. Мая, закончил её в 1919 г., — к тому времени она стала называться 217 трудовой школой. В этом же, 1919 г. Б. В. поступил в ПГСХУМ — Петроградские государственные свободные художественно-учебные мастерские (Петербургская академия художеств), на живописный факультет. Здесь на первом курсе он занимался в мастерской профессора Д. Н. Кардовского. Затем его руководителями были К. С. Петров-Водкин и В. Е. Савинский. В 1925 году Б.В. окончил учёбу — учебное заведение вновь сменило название, — уже в Ленинградском высшем художественно-техническом институте и получил звание художника-живописца. Дипломные работы — «Диспут» и «Лыжники». Последняя была приобретена в музей ГИЗа.

## Живописец
В 1926 г. Б. В. вступил в Союз Работников Искусств.
В 1927 г. работал в клубе им. Октябрьской Революции. Участвовал в юбилейной выставке изобразительных искусств.
В 1928 г. вступил в члены Лен. филиала АХРР (Ассоциация Художников Революционной России). Участвовал в VII выставке «Общины Художников». Работал в издательстве «Красная газета» и журналах «Вокруг Света», «Юный пролетарий» и «Ленинские искры» в качестве графика-иллюстратора.
В 1929 г. участвовал от «Общины Художников» в комиссии по приему картины художника И. И. Бродского «Ленин на Путиловском заводе». Участвовал в Выставке Ленинградских художников в Академии Художеств.
В 1930 г. был членом ревизионной комиссии «Общины Художников».
В 1931 г. от «Общины Художников» работал по ликвидации прорыва на заводе Электросила.
В 1932 г. вступил в «Цех Ленинградских Художников». В этом же году участвовал в Выставке Советского Искусства в Русском музее.
Параллельно с перечисленным Б. В. работал по живописи в основном в области портрета. Был создан целый ряд работ этого жанра, в частности в это время был написан портрет «Хариты Грановской», который Б. В. считал своей лучшей работой. Этот портрет был утерян перед началом второй мировой войны, при пересылке из Ташкента в Москву на выставку в Третьяковскую галерею.
В это же время были созданы другие работы — портреты «Татарского мальчика», «Славы Кириченко» и т. д.
Тогда же Б. В. написал картину «Рыбаки», которая была выставлена в Русском музее.

## Зоолог в Ленинграде. Лахтинская экскурсионная станция
Одновременно с живописью Б. В. занимался биологией. С 1920 г. он студент Географического института по зоологическому профилю. Но вскоре Б. В. забросил занятия в институте и продолжил изучать зоологию самостоятельно, а также под руководством профессора кафедры зоологии позвоночных Лен. Гос. Университета А. А. Гавриленко.
Б. В. не только увлекался изучением зоологии, но и работал как зоолог в Ленинградском зоологическом саду и на Лахтинской экскурсионной станции.
В Ленинградском зоологическом саду в 1931 году Б. В., с помощью юннатов, был организован уличный вольер для содержания рептилий, который назвали «Змеиная горка». В этом вольере для змей и черепах была построена достаточно сложноустроенная зимовка — уникальное сооружение, не имевшее в то время аналогов. Б. В. вел наблюдения и записи о поведении рептилий в этих зимовках, которые до сих пор представляют научный интерес.
На Лахтинской экскурсионной станции, которая была организована по распоряжению Народного комиссариата просвещения весной 1919 г. в усадьбе Стенбок-Ферморов профессором Павлом Владимировичем Виттенбургом и которая стала уникальным явлением в деле развития отечественного краеведения, Б. В. работал в «Музее природы Северного побережья Невской губы» и в организованном при его участии отделе герпетологии. Также Б. В. вел кружки юннатов, работал и в других учреждениях. В этой области у него было много учеников, которые впоследствии работали в различных учебных и научно-исследовательских учреждениях СССР.
В результате проведенных исследований Б. В. опубликовал статью «Пресмыкающиеся окрестностей Ленинграда» // Живая природа. 1929. № 1. С. 24-29. В ней он подробно описал фауну земноводных и пресмыкающихся в окрестностях Лахты, их распространение там, биотопы, экологию и способы лова. Он отметил для этого региона обыкновенную гадюку, живородящую ящерицу, веретеницу, съедобных водяных лягушек, то есть Rana esculenta (скорее всего, это Pelophylax lessonae), травяных и остромордых лягушек, обыкновенного тритона.

## Ссылка. Средняя Азия

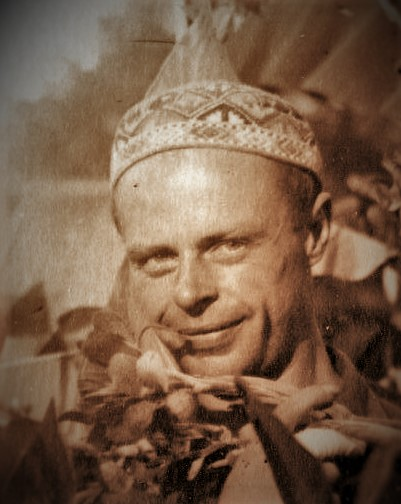

В 1930 году П. В. Виттенбург был арестован по так называемому «Академическому делу», приговорен к расстрелу, замененному десятью годами лишения свободы. В марте 1932 г. Лахтинская экскурсионная станция была расформирована. Так же был расформирован «Музей природы северного побережья Невской губы».
Б. В. Пестинский был арестован 20 марта 1932 г. Приговорен: В/С КОГПУ 17 июня 1932 г., обв.: 58-10, 11.  Архивная копия от 31 января 2011 на Wayback Machine
Был выслан в Среднюю Азию на 3 года.
В Средней Азии он жил в г. Бек-Буди, (ныне г. Карши), а затем в Ташкенте. В Бек-Буди Б. В. выполнял временные работы в качестве художника. Там он написал портреты узбекских мальчиков, которые в настоящее время находятся в Русском музее. В то время в захолустьях Средней Азии господствовало убеждение, что человек, изображенный на портрете (двойник изображенного человека), должен умереть. Поэтому Б. В. было очень сложно получить у родителей мальчиков разрешение, чтобы они позировали. Однако, Б. В. быстро изучил узбекский язык и сумел завоевать доверие местного населения, которое его так полюбило, что разрешило ему писать портреты со своих детей.

## Ташкент
В 1934 г. Б. В. перевели в Ташкент. Здесь он устроился в Узбекистанский Зоологический сад Комитета Наук при СНК УзССР. Освобожден Б. В. был 21 марта 1935 г., но не вернулся в Ленинград, а остался жить в Ташкенте.
В 1935 г. по инициативе Бориса Владимировича Пестинского в Ташкентском зоологическом саду был организован отдел герпетологии (земноводных и пресмыкающихся), который он и возглавил совместно с профессором фармакологии Н. Н. Компанцевым. На базе отдела Б. В. Пестинский создал первый в Средней Азии серпентарий, где было организовано регулярное взятие яда у змей. Борис Владимирович занимался научными исследованиями биологии ядовитых змей и свойств их ядов, изучал особенности жизни в неволе других рептилий. Свои работы он проводил в контакте с медиками, которые изучали обезболивающие свойства ядов змей.
На территории Института зоологии и паразитологии (ИЗИП) АН Узбекской ССР, в уличном вольере для содержания гюрз Б. В. участвовал в организации контролируемой зимовки для этих змей. Её простое и эффективное устройство позволяло изучать условия зимовки и поведение змей в зимовальных камерах. 
В эти годы Б. В. опубликовал следующие научные труды:
Пестинский Б. В. Работа с ядовитыми змеями в Ташкенте // Вестник Знания. Л.: Учпедгиз, 1937. № 3. С. 23-26.
Пестинский Б. В. Материалы по биологии ядовитых змей Средней Азии, их ловля и содержание в неволе // Труды узбекистанского Зоологического сада. Т. 1. Ташкент: ГостехиздатУзССР, 1939. С. 4-62.
Компанцев Н. Н., Пестинский Б. В. Токсикологические данные о змеях Средней Азии // Труды узбекистанского Зоологического сада. Т. 1. Ташкент: ГостехиздатУзССР, 1939. С. 63-91.
Свои статьи Б. В. иллюстрировал собственными рисунками. Эти рисунки были очень высокого качества. В дальнейшем академик Е. Н. Павловский использовал рисунки Пестинского в своих знаменитых книгах о ядовитых животных Средней Азии и Ирана.
За годы работы с пресмыкающимися Б. В. Пестинский был 4 раза укушен ядовитыми змеями: обыкновенной гадюкой ещё в конце 20-х годов — в Ленинграде, эфой в 1935 г., щитомордником в 1936 г., и гюрзой в 1937 г. — в Ташкенте.
В результате последнего укуса в указательном пальце правой руки началась гангрена, и его пришлось ампутировать. Отсутствие этого пальца (которым при работе брались змеи), лишило Б. В. возможности продолжать работу с ними.
Упоминания о зоологических работах Б. В. Пестинского имеются в популярной литературе для юношества: 
1. С. Нариньяни, 1936, «Эфа». В сборнике «Рассказы о мужестве», изд. «Молодая гвардия».
2. К. Станюкович, 1962, «День в тигровой балке». В сборнике «Рассказы об одной экспедиции», изд. «Географгиз».

В 1937 Б. В. приезжает на некоторое время в Ленинград и 14 февраля женится на Татьяне Владимировне Петровой, с которой познакомился ещё во время работы на Лахтинской экскурсионной станции. Супруги вместе возвращаются в Ташкент.
С 1938 г. Б. В. становится действительным членом Союза Советских художников Узбекской ССР по секции живописи. Он активно участвует в выставках художников Узбекистана. Его картины приобретают организации Ташкента. Картину «Жертвы войны» приобрел Дом офицеров в Ташкенте. Картину «Детство Навои» (возможно, картина называлась «Юность Алишера Навои»), приобрел институт рукописей им. Сулейманова. В эти годы Б. В. Пестинский много работает в области портретной живописи как маслом, так и карандашом, пишет этюды на природе. С 1938 г. он работает ассистентом на кафедре рисунка Средне-Азиатского Индустриального института, где читает курс Истории Искусств и преподает рисунок. В это же время он занимает должность руководителя Изостудии Центрального Дворца пионеров г. Ташкента.

## Педагог

Подпись 1. 43 г. Ташкент. Подпись 2. Дорогой Татьяне Владимировне от Игоря. Который будет всегда свято хранить память о своем первом и лучшем учителе и вечно будет хранить привязанность к Вам. Ташкент 8.9.52. И. Юсуфов.

Просветитель по убеждению, Б. В. уделял много сил работе с детьми. Все вечера он проводил во дворце пионеров со своими учениками, они часто приходили в семью Б. В., а родители учащихся советовались с ним по различным вопросам. В своей педагогической деятельности он особенно раскрылся, оставив плеяду учеников, верных его памяти и искусству. Среди его учеников — известный зоолог позвоночных, териолог и выдающийся художник-анималист В. М. Смирин .

## Ученики
Зоология
- В. Е. Гарутт — канд. биологич. наук, науч. сотрудник Зоологического института А. Н. СССР;
- Н. В. Миронова — канд. биологич. наук, науч. сотрудник Зоологического института А. Н. СССР;
- О. В. Петров — канд. биологич. наук, доцент Сыктывкарского Гос. Университета;
- В. М. Смирин — зоолог, художник-анималист.

Живопись
- Н. Банников — преподаватель рисунка и живописи в Ташкентском Пединституте;
- В. Трудцин и В. Загвоздин — учителя рисования в общеобразовательных школах г. Ташкента;
- А. Жильцова — художник-график;
- В. И. Жмакин — живописец, заслуженный художник УзССР;  Архивная копия от 22 февраля 2013 на Wayback Machine
- В. Кравцов — преподаватель в студии Дворца Пионеров г. Ташкента;
- И. М. Юсуфов — педагог ИЗО факультета Заочного Народного Университета Искусств г. Москвы.

## Память
Умер Б. В. Пестинский 13 марта 1943 года от злокачественной опухоли. Похоронен в Ташкенте на Боткинском кладбище. Могила не сохранилась.
После окончания войны Т. В. Пестинская (Петрова) вернулась в Ленинград и вывезла из Ташкента более 50 живописных работ Б. В., которые в середине 80-х, были ей переданы в дар Русскому музею.
Реабилитирован посмертно 28 сентября 1989 г. прокуратурой Ленинграда.

## Цитаты
…В том же году на станции появился молодой и энергичный студент Академии художеств Борис Пестинский. Он заинтересовался зоологией и начал изучать местную фауну. Его увлечение животным миром переросло во вторую специальность, и, окончив в 1925 году Академию художеств, он остался работать на экскурсионной станции как зоолог и художник. Экскурсии его были столь увлекательны и по научному интересны, что многие дети в дальнейшем избрали зоологию своей специальностью…

…После 1930 года Лахтинская станция и Музей природы просуществовали ещё около двух лет. В 1932 году и музей и станция были ликвидированы. Богатейшие коллекции музея, в том числе великолепные чучела зверей и птиц, выполненные таксидермистом Академии наук С. К. Приходко, разошлись по многим организациям. Часть экспонатов была передана в Сельскохозяйственный музей в Пушкине, часть археологической коллекции влилась в отдел первобытного искусства Эрмитажа, многие экспонаты погибли на чердаках жителей Ольгино и Лахты, которые пытались их сохранить. Большая картина Альберта Бенуа была разорвана при переезде. Зоолога и художника Б. В. Пестинского арестовали и выслали…— Из записных книжек П. В. Виттенбурга // Личный архив Е. П. Виттенбург.

…Б. В. Пестинский был укушен гюрзой 5 августа 1937 года в 9 часов утра во время сбора яда. Гюрза порывистым ударом выбила бюкс из рук Пестинского и зубом ранила указательный палец в соединение между основной и средней фалангой правой руки. Зуб змеи разорвал сосуд (v. dors. dig.2). Минут через 5 на плечо пострадавшей руки наложен жгут, на рану — сухая повязка, принято внутрь 400 граммов водки….— записки Виктор Ган// Воспоминания П.В. Ган.

…В возрасте одиннадцати лет впервые стал рисовать в зоопарке. Тогда же я стал заниматься рисунком в изостудии Ташкентского дворца пионеров. Мои занятия там продолжались недолго — наш руководитель заболел и вскоре умер. Об этом своем первом учителе мне хочется вспомнить. Это был Борис Владимирович Пестинский, человек замечательный. Сейчас я понимаю, что именно такие люди должны работать с детьми. Я его знал как руководителя изостудии. Значительно позже, став зоологом, я узнал, что он был автором научных работ по ядовитым змеям, до сих пор не утративших свою ценность. Один раз мы с ним ходили рисовать животных в зоопарк. Я был поражен его набросками и до сих пор помню рассказ Бориса Владимировича о том, как определить возраст черепахи. Больше всего меня восхитило, как он по памяти изобразил спинной и брюшной щиты её панциря. Вообще он нам очень много рассказывал, и его рассказы касались и изобразительного искусства, и биологии, и истории. А время было военное, голодное. Может быть, именно поэтому впечатления от этих занятий особенно яркие…— Из очерка В. М. Смирина «О зарисовках животных»